# Heterotaxis discolor
A Heterotaxis discolor é uma espécie de orquídea (Orchidaceae) que pertence ao complexo de espécies da Heterotaxis crassifolia, a qual também poderia ser chamada superespécie.
Por se tratar de espécie de difícil delimitação morfológica, além de proveniente da mesma região, de este assunto vem tratado em maior profundidade no artigo referente à Heterotaxis crassifolia.
Publicação da espécie: Heterotaxis discolor  (Lodd. ex Lindl.) Ojeda & Carnevali, Novon 15: 580 (2005).

## Sinônimos Homotípicos

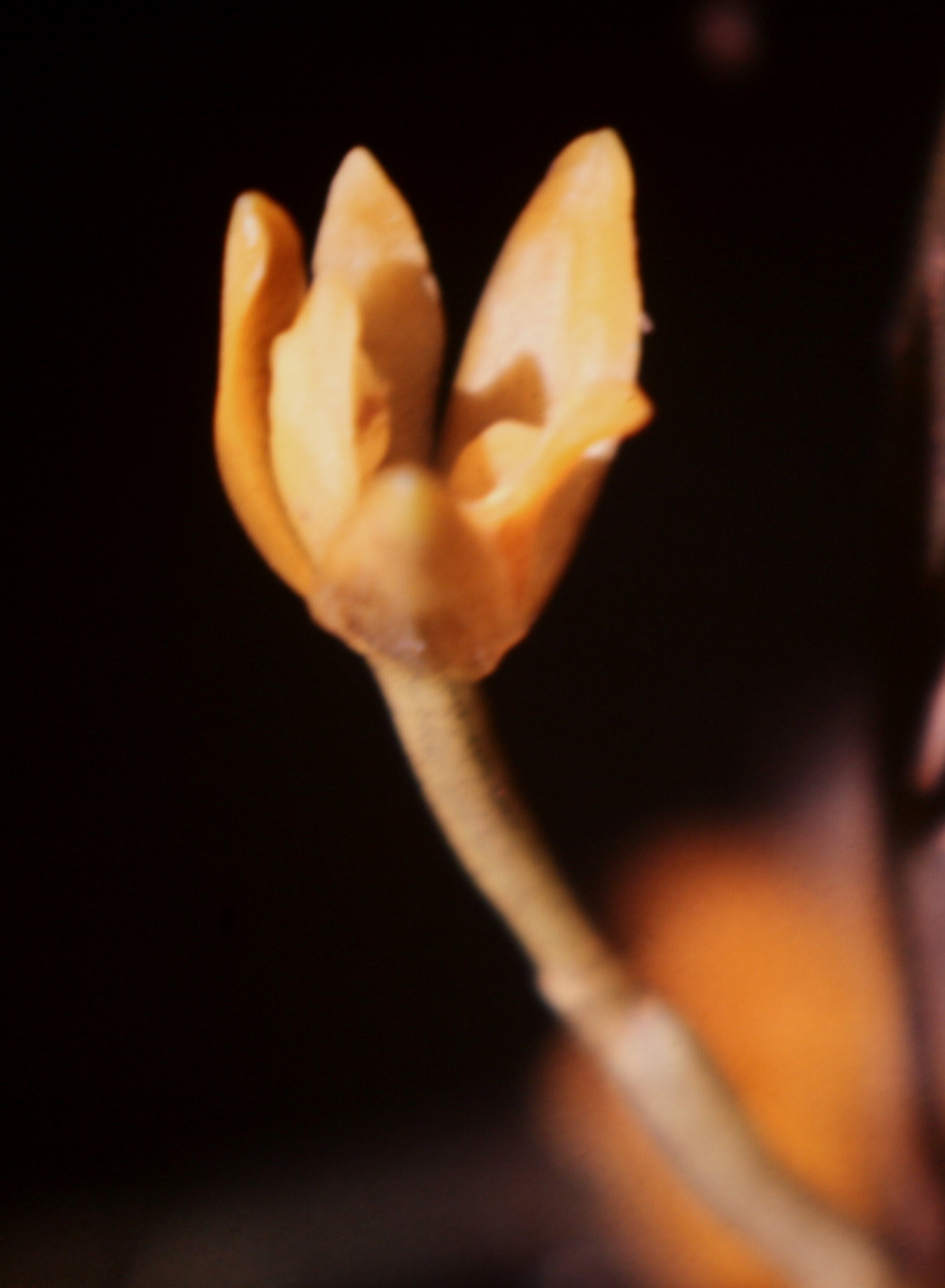
Heterotaxis discolor, Suriname - flor.

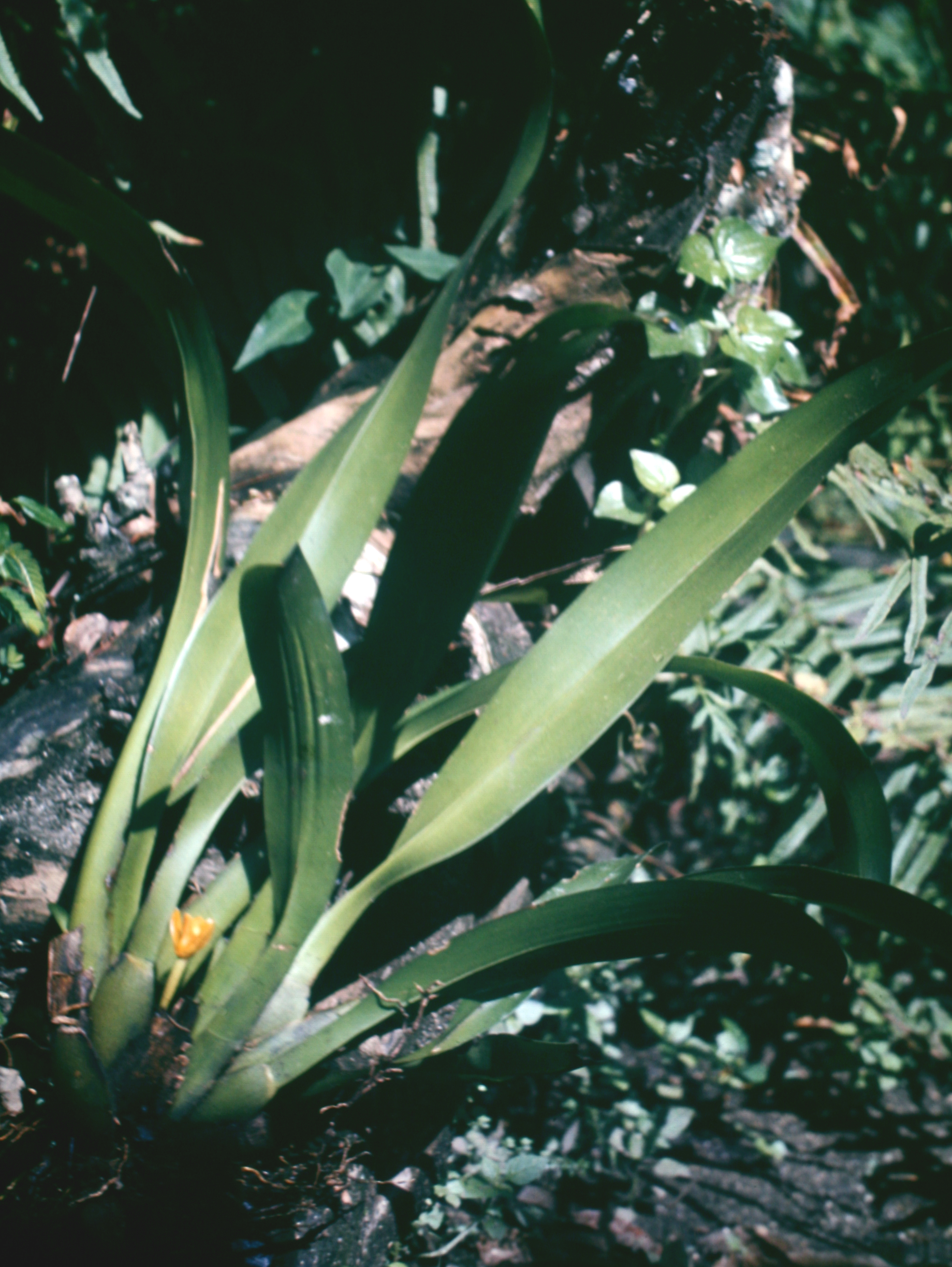
Heterotaxis discolor, Suriname - planta.

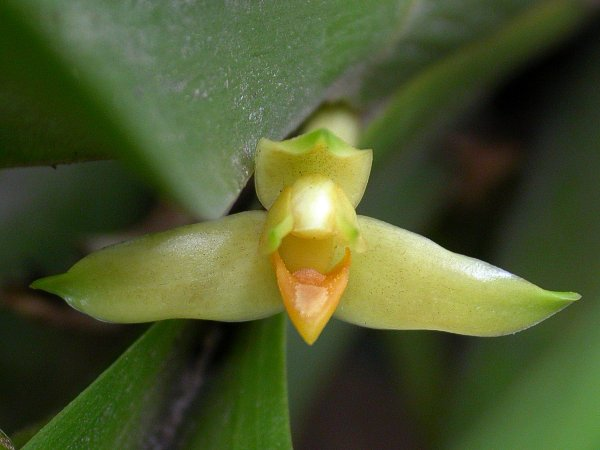
Heterotaxis crassifolia - espécie com a qual a Heterotaxis discolor pode ser facilmente confundida.

- Basônimo: Dicrypta discolor Lodd. ex Lindl., Edwards's Bot. Reg. 25(Misc.): 91 (1839).

Maxillaria discolor (Lodd. ex Lindl.) Rchb.f. em W.G.Walpers, Ann. Bot. Syst. 6: 529 (1863).

## Etimologia
O epíteto "discolor", sem cor, é uma referência ao fato das flores desta espécie apresentarem flores de cor esmaecida.